# Silas Garber
Silas Garber, född 21 september 1833 i Logan County, Ohio, död 12 januari 1905 i Red Cloud, Nebraska, var en amerikansk republikansk politiker. Han var Nebraskas guvernör 1875–1879 och en av grundarna av orten Red Cloud i Nebraska.

## Tidigt liv
Garber var verksam som jordbrukare i Clayton County i Iowa och deltog sedan i amerikanska inbördeskriget. I nordstaternas armé avancerade han till kapten. Efter kriget flyttade han till Kalifornien. Efter fyra år i Kalifornien flyttade han till Webster County i Nebraska. Han var verksam där som bankman och tillsammans med en grupp lokala affärsman var han 1871 med om att döpa orten de grundade till Red Cloud efter en berömd indianhövding.

## Politiker och ämbetsman
Garber valdes först till domare i Webster County och sedan år 1872 till Nebraskas representanthus. År 1873 utnämndes han till registrator vid United States Land Office i Lincoln. Han vann guvernörsvalet 1874 som republikanernas kandidat med omval 1876.
Garber efterträdde 1875 Robert Wilkinson Furnas som Nebraskas guvernör och efterträddes 1879 av Albinus Nance. Garber avled 1905 och gravsattes på Red Cloud Cemetery.

## I populärkulturen
Författaren Willa Cather använde Garber och hans andra hustru Lyra som förebilder för det äkta paret Forrester i romanen Ett förlorat ideal (A Lost Lady, 1923, svensk översättning 1924). Cather skrev romanen efter att Garbers änka Lyra hade avlidit år 1921. Garbers hus som brann ner år 1925 fungerade som förebild för Forresters hus i romanen. Cather var uppväxt i Red Cloud och hennes farfar hade suttit i styrelsen av samma bank som Silas Garber.